# یان فان در ویل
یان فان در ویل (انگلیسی: Jan van der Wiel; ۳۱ مهٔ ۱۸۹۲ – ۲۴ نوامبر ۱۹۶۲) ورزشکار شمشیربازی اهل پادشاهی هلند بود.
وی در مسابقات کشوری و بین‌المللی در مجموع برندهٔ ۲ مدال برنز شده‌است.